# Crahan Denton
Crahan Denton, all'anagrafe Arthur Denton (Seattle, 20 marzo 1914 – Piedmont, 4 dicembre 1966), è stato un attore statunitense.

## Carriera
Attore televisivo e cinematografico, dal 1945 all'anno della sua morte, avvenuta nel 1966 a causa di un infarto, apparve in molte serie televisive trasmesse dalle principali reti statunitensi.
Dal 1955 fino alla morte fu sposato con Eleanor Brown.

## Filmografia parziale

### Cinema
- Gli occhi del testimone (The Great St. Louis Bank Robbery), regia di Charles Guggenheim (1959)
- Violenza per una giovane (The Young One), regia di Luis Buñuel (1960)
- Il cowboy con il velo da sposa (The Parent Trap), regia di David Swift (1961)
- L'uomo di Alcatraz (Birdman of Alcatraz), regia di John Frankenheimer (1962)
- Il buio oltre la siepe (To Kill a Mockingbird), regia di Robert Mulligan (1962)
- Hud il selvaggio (Hud), regia di Martin Ritt (1963)
- Capitan Newman (Captain Newman, M.D.), regia di David Miller (1963)
- Febbre sulla città (Bus Riley's Back in Town), regia di Harvey Hart (1965)

### Televisione
- Navy Log – serie TV, episodio 2x19 (1957)
- The DuPont Show of the Month – serie TV, episodio 1x10 (1958)
- Deadline – serie TV, 1 episodio (1959)
- Have Gun - Will Travel – serie TV, episodi 4x15-5x25-6x26 (1960-1963)
- Perry Mason – serie TV, 2 episodi (1960-1961)
- Bonanza – serie TV, 1 episodio (1961)
- Alfred Hitchcock presenta (Alfred Hitchcock Presents) – serie TV, 2 episodi (1961)
- Hawaiian Eye – serie TV, episodio 2x33 (1961)
- Thriller – serie TV, episodio 1x36 (1961)
- The Investigators – serie TV, episodio 1x10 (1961)
- Bus Stop – serie TV, episodio 1x12 (1961)
- Ben Casey – serie TV, episodio 2x08 (1962)
- L'ora di Hitchcock (The Alfred Hitchcock Hour) – serie TV, episodio 1x24 (1963)
- Il virginiano (The Virginian) – serie TV, episodio 1x29 (1963)
- La legge del Far West (Temple Houston) – serie TV, episodio 1x03 (1963)
- The Travels of Jaimie McPheeters – serie TV, episodio 1x17 (1964)

## Doppiatori italiani
- Renato Turi in Il cowboy con il velo da sposa
- Guido Celano in Il buio oltre la siepe